# Amebelodon
Amebelodon és un gènere extint de mamífers proboscidis de la família dels gomfotèrids.
La seva aparició més recent en el registre fòssil és en un jaciment del nord d'Àfrica de fa cinc milions d'anys.